# Half Black Peak
Der Half Black Peak (englisch für Halbschwarzspitze) ist ein über 2000 m hoher Berg im ostantarktischen Viktorialand. Im südöstlichen Teil der Lanterman Range in den Bowers Mountains ragt er 3 km nordöstlich des Mount Edixon auf.
Das New Zealand Antarctic Place-Names Committee benannte ihn 1983 in Anlehnung an die Benennung der nahegelegenen All Black Peak auf Vorschlag des Geologen Malcom Gordon Laird (1935–2015) nach seiner durch schwarzem Fels und Schnee bestimmten Erscheinung.